# خوش به حالت (ترانه امینم)
«خوش به حالت» (به انگلیسی: Lucky You) تک‌آهنگی از هنرمندان اهل ایالات متحده آمریکا امینم و جوینر لوکاس است. این ترانه نامزد بهترین ترانه رپ در شصت و یکمین مراسم جایزه گرمی شد.